# (3901) Нанкиндасюэ
(3901) Нанкиндасюэ (кит. 南京大學) — типичный астероид из группы главного пояса, который был открыт 7 апреля 1958 года в обсерватории Цзыцзиньшань и назван в честь Нанкинского университета — одного из самых старых и престижных учебных заведений высшего образования в Китае. 

Орбита астероида Нанкиндасюэ и его положение в Солнечной системе